# Мёльгор, Хенрик
Хенрик Мёльгор (дат. Henrik Møllgaard; род. 2 января 1985, Брамминг, Рибе) — датский гандболист, левый полусредний датского клуба «Ольборг» и сборной Дании. Олимпийский чемпион 2016 года и четырёхкратный чемпион мира 2019, 2021, 2023, 2025 годов.

## Карьера

### Клубная
Хенрик Мёльгор начинал свою карьеру в датских клубах ИК Колдинг, Ольборг Гандбол, ГК Скьерн. В 2012 году Хенрик Мёльгор был в аренде в катарском клубе Лехвия. В 2015 году Хенрик Мёльгор перешёл в французский клуб Пари Сен-Жермен, в составе которого выиграл чемпионат Франции в 2016 году. В октябре 2017 года, Хенрик Мёльгор заключил трёхлетний контракт с датским клубом Ольборг Хандбол. За Ольборг, Мёльгор будет выступать с сезона 2018/19.

### В сборной
С 2006 года Хенрик Мёльгор выступает за сборную Дании. Вошёл в символическую сборную на позиции лучший игрок оборонительного плана на чемпионате Европы 2016. Олимпийский чемпион летних олимпийских игр 2016.

## Титулы
- Олимпийский чемпион: 2016
- Победитель чемпионата Франции: 2015, 2016, 2017
- Обладатель кубка Франции: 2014, 2015
- Победитель чемпионата Франции: 2016

## Статистика
Статистика Хенрика Мёльгора сезона 2017/18 указана на 1.6.2018
| Сезон        | Клуб            | Лига              | Матчи | Голы | 7-метр | Голы |
| ------------ | --------------- | ----------------- | ----- | ---- | ------ | ---- |
| 2015/16      | Пари Сен-Жермен | Чемпионат Франции | 23    | 35   | 0      | 35   |
| 2016/17      | Пари Сен-Жермен | Чемпионат Франции | 26    | 20   | 0      | 20   |
| 2017/18      | Пари Сен-Жермен | Чемпионат Франции | 26    | 11   | 0      | 11   |
| 2015-по н.в. | Итого           | Чемпионат Франции | 75    | 66   | 0      | 66   |